# Ange Mancini
Ange Mancini, né le 15 juin 1944 à Beausoleil (Alpes-Maritimes), est un policier français, devenu préfet.

## Biographie
Ange Mancini entame sa carrière à 19 ans comme adjoint-administratif à la préfecture de police, en tant que contractuel.
Après une maîtrise de droit public, il intègre l'École nationale supérieure de la Police.
A 29 ans, il devient commissaire de brigade criminelle (c'est à ce titre qu'il enquête sur l'affaire Issei Sagawa), puis directeur adjoint du Service régional de police judiciaire d'Ajaccio dix ans plus tard.
En 1985, Ange Mancini, alors commissaire divisionnaire devient le premier chef du RAID, section d'élite de la police nationale fondée par Robert Broussard. Il occupe ce poste entre 1985 et 1990 et supervise notamment la gestion de la prise d'otage du palais de justice de Nantes en 1985, ainsi que l'arrestation en 1987 des responsables du groupe terroriste Action directe dans une ferme du Loiret sur un renseignement fourni par les Renseignements généraux dirigés alors par Claude Bardon et Philippe Swiners-Gibaud.
Il va occuper ensuite différents postes dans la haute hiérarchie policière et est nommé préfet adjoint pour la sécurité auprès des préfets de la Corse-du-Sud et de la Haute-Corse en 1999.
En 2001, il est titularisé préfet et devient successivement, préfet de la Guyane (2002), des Landes (2006) et de la Martinique (2007)
Il succède à Bernard Bajolet, en février 2011, au poste de coordonnateur national du renseignement auprès de l’Élysée. Puis il quitte ses fonctions au début du mois de juin 2013, date à laquelle il est officiellement à la retraite,.
Il travaille depuis au sein du groupe Bolloré, en charge avec Michel Roussin d'un chemin de fer de 3 000 km en Afrique de l'Ouest qui doit relier Lomé, Cotonou, Niamey, Ouagadougou et Abidjan.
Il se décrit lui-même comme un « voyou peinard » dans les conversations téléphoniques révélées au grand jour par Mediapart dans le cadre de leur enquête feuilleton (épisode 3 - Cahuzac, Sarkozy et la note secrète, à 3 min 53 s) intitulée « Le Squale, opérations secrètes » et consacrée à son ami Bernard Squarcini.

## Parcours
- 4 juin 1963 : adjoint administratif contractuel à la préfecture de police
- 1er janvier 1966 : officier de police adjoint
- 3 septembre 1973 : commissaire de police
- 13 juin 1981 : commissaire principal
- 10 janvier 1983 : directeur du SRPJ d'Ajaccio
- 20 juin 1985 : chef du RAID (Recherche Assistance Intervention Dissuasion) à la création de l'unité
- 5 décembre 1985 : commissaire divisionnaire
- 1er janvier 1990 : commissaire divisionnaire à « l'emploi comportant des responsabilités particulièrement importantes »
- 21 mai 1990 : directeur de la DRPJ de Versailles
- 22 mars 1993 : sous-directeur des affaires criminelle (DCPJ)
- 16 décembre 1993 : contrôleur général
- 3 avril 1995 : directeur central adjoint de la police judiciaire
- 22 janvier 1996 : chargé de mission (DGPN)
- 26 novembre 1997 : chef du Service de coopération internationale de police (SCTIP)
- 10 juillet 1998 : inspecteur général des services actifs de la police nationale
- 13 octobre 1999 : préfet adjoint pour la sécurité auprès des préfets de la Corse-du-Sud et de la Haute-Corse
- 1er juin 2001 : titularisé préfet
- 2 septembre 2002 : préfet de la région Guyane, préfet de la Guyane
- 27 août 2006 : préfet du département des Landes
- 18 juillet 2007 : préfet de la région Martinique, préfet de la Martinique
- 23 février 2011 : nommé en Conseil des ministres coordonnateur national du renseignement

## Récompenses et distinctions

### Décorations
- Commandeur de la Légion d'honneur Il est fait chevalier le 7 mai 1987, promu officier le 13 juillet 2001[7], et commandeur le 13 juillet 2009[8].
- Commandeur de l'ordre national du Mérite Il est fait chevalier le 16 janvier 1985, promu officier le 24 juin 1993[9], et commandeur le 15 mai 2006[10].